# Apostolepis phillipsi
Apostolepis phillipsi este o specie de șerpi din genul Apostolepis, familia Colubridae, descrisă de Harvey 1999. Conform Catalogue of Life specia Apostolepis phillipsi nu are subspecii cunoscute.